# Гори (крепость)
Крепость Гори (груз. გორის ციხე; «Горисцихе») — средневековая цитадель в Грузии, стоящая над городом Гори на скалистом холме. В 2007 году крепость была включена в список недвижимых культурных памятников национального значения Грузии.

## История
В письменных источниках крепость впервые упоминается в XIII веке, но археологические свидетельства показывают, что укрепления в этом месте существовали уже в V—IV веках до нашей эры. Крепость расположилась высоком утёсе на слиянии рек Большая Лиахви и Куры и имела важное стратегическое значение. По Куре проходил путь из Европы в Азию, а по Лиахве — путь с севера в Закавказье, а крепость позволяла контролировать эти маршруты.
В XVI веке османы захватили крепость чтобы принудить к повиновению Тбилиси. В 1598 году грузины осадили крепость, но безрезультатно; в 1599 году они симулировали ослабление осады во время Великого поста, перед тем как начать внезапную атаку ночью, чтобы вернуть цитадель. Крепость продолжала переходить из рук в руки между грузинами и персами в XVII веке.
Цитадель приобрела современный вид при грузинских царях Ростоме в 1630-х годах и Ираклии II в 1774 году. После присоединения Грузии к Российской империи в 1801 году в крепости разместился русский гренадерский батальон. Несмотря на это, крепость стала терять своё стратегическое значение, её укрепления ветшали. Британская «Энциклопедия Метрополитана» в 1845 году писала, что крепость к тому времени уже была заброшена, использовалась только часовня в юго-восточном углу.
Горийская крепость сильно пострадала от землетрясения 1920 года.
Цитадель крепости расположена на плоской вершине холма и имеет спуск в западном направлении к реке. Нижние стены на склонах холма опоясывают крепость с востока и юга. Имеется потайной ход к реке Лиахве, из которой гарнизон брал воду.

## Галерея
- Крепость Гори. Зарисовка Христофоро де Кастелли. Около 1642 г.
- Горийская крепость
- Ворота крепости
- Путь в крепость
- Горийская крепость с северной стороны